# Wilhelm August Rudloff

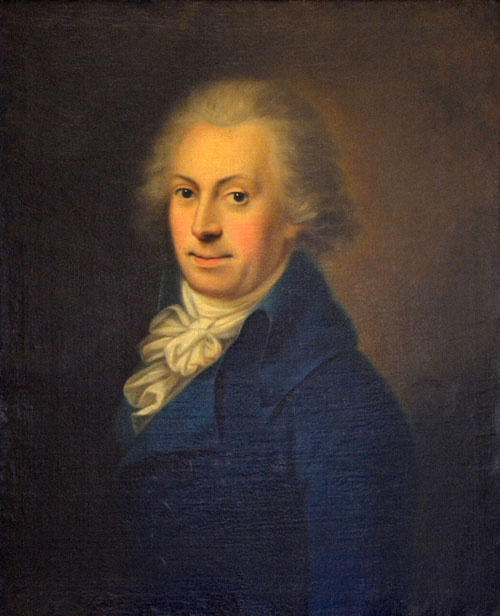
Anton Zeller: Wilhelm August Rudloff (1795)

Wilhelm August Rudloff (* 11. Februar 1747 in Rostock; † 21. Juni 1823 in Hannover) war ein deutscher Rechtswissenschaftler und hannoverscher Verwaltungsbeamter.

## Leben
Wilhelm August Rudloff war ein Sohn des mecklenburgischen Regierungsrates Ernst August Rudloff. Der Historiker Friedrich August von Rudloff war sein Bruder. Er studierte ab 1762 Rechtswissenschaften an der Universität Bützow und an der Universität Göttingen, wo er 1767 bei Johann Stephan Pütter zum Dr. beider Rechte promoviert wurde. 1768 erhielt er eine ordentliche Professur an der Juristischen Fakultät in Bützow.
Ebenfalls 1768 heiratete Rudloff die spätere Liederdichterin Friederike Sophie Unger (* 27. September 1750 in Gotha; † 11. November 1789 in Hannover). Das Ehepaar wurde Eltern des nobilitierten hannoverschen Generalpostdirektors Wilhelm August von Rudloff.
1772 wurde er als Hof- und Kanzleirat in das Kurfürstentum Braunschweig-Lüneburg nach Hannover berufen. Er wechselte 1775 in das Staatsarchiv und wurde 1777 dessen Leiter.
Später stieg er zum Geheimen Justiz- und Kabinettsrat auf und war führend in die schriftliche Kommunikation mit der Deutschen Kanzlei in London eingebunden. Rudloff vertrat das Kurfürstentum auf dem Hildesheimer Kongress. Scherzhaft, aber wegen seines Auftretens nicht ohne Grund, wurde er in Hannover „Roi d'Hanovre“ genannt. Kurz vor der preußischen Besetzung Hannovers 1806 wurde er aus dem Staatsdienst entlassen.

## Schriften
- De literis convocatoriis ad comitia, 1767
- Commentatio de iure Germanico iusta methodo tractando, 1767
- Vorbereitung zu einem Collegium über das deutsche Recht und den Reichsprozess, 1768
- Versuch einer pragmatischen Einleitung zur Geschichte der Verfassung der kurfürstlichen Häuser, 1768
- Abhandlung von der Ähnlichkeit der deutschen Hofgerichte mit dem kaiserlichen und Reichskammergericht, 1769
- Versuch von den Senaten im kaiserlichen und Reichskammergericht, 1769
- De consensu in alienationem feudi interposito retractum non excludente, 1770
- Abhandlungen von der Ähnlichkeit der deutschen Hofgerichte mit den kaiserlichen und Reichskammergericht, 1770
- De iure senii in familiis illustribus, 1770
- De pactis successoriis, 1771
- Unpartheilicher Bericht von dem Turnus 1771
- De reversionis effectu suspensivo, 1772
- Über die sogenannte entscheidende Stimme des Kammerrichters bei Stimmengleichheit, 1773